# (128) Némesis
(128) Némesis es un asteroide que forma parte del cinturón de asteroides y fue descubierto en 1872 por James Craig Watson.

## Descubrimiento y denominación
Némesis fue descubierto el 25 de noviembre de 1872 por James Craig Watson desde el observatorio Detroit de Ann Arbor, Estados Unidos, e independientemente el 5 de diciembre del mismo año por Alphonse Borrelly desde el observatorio de Marsella, Francia.
Está nombrado por Némesis, diosa griega de la venganza.

## Características orbitales
Némesis está situado a una distancia media de 2,752 ua del Sol, pudiendo acercarse hasta 2,408 ua. Tiene una excentricidad de 0,1249 y una inclinación orbital de 6,246°. Emplea 1668 días en completar una órbita alrededor del Sol.

## Características físicas
La magnitud absoluta de Némesis es 7,49. Tiene un diámetro de 188,2 km y un periodo de rotación de 39 horas. Su albedo se estima en 0,0504. Némesis está clasificado en el tipo espectral C.